# قاتل تزار
قاتل تزار (روسی: Цареубийца, Tsareubiytsa) فیلمی به کارگردانی کارن شاخنازاروف است که در سال ۱۹۹۱ منتشر شد. از بازیگران آن می‌توان به اولگ یانکوفسکی، مالکوم مک‌داول و آرمن ژیگارخانیان اشاره کرد.